# Lasse Eriksson
Lars Gunnar "Lasse" Eriksson (født 1. april 1949 i Piteå, Sverige, død 3. marts 2011 i Uppsala, Sverige) var en svensk komiker, skuespiller og forfatter..
Eriksson tog en uddannelse i erhvervshistorie inden han påbegyndte en karriere indenfor teaterverdenen i 1970'erne, hvor han optrådte på Panikteatret i Uppsala. Sammen med et brassband opførte han 1983 showet "Vad varje kvinna bör veta om män". I 1984 blev han kendt i fjernsynet med sine personlige overvejelser i "Dagsedlar", som var fem minutter lange programmer i selskab med hunden Hillman. I 1985–86 var han TV-vært på "Café Luleå" og i 2002 holdkaptajn i "Snacka om nyheter".
Det var hovedsagelig som stand-up-komiker at Eriksson blev kendt. Han komponerede også adskillige sange, hvoraf den mest kendte er "Stället", en stilfuld refleksion over landlige folks daglige tanker. I 1992 deltog Eriksson i stand-up-revyen "Spik" på Vasateatret, og han optrådte sammen med Iwa Boman i showene "Jägare och jungfrur, typ" (1995) og "Är du för eller emot EMU (2000). Igennem mange år kunne Eriksson høres i radioprogrammet "Telespånarna" på søndagmorgener.
Eriksson døde den 3. marts 2011 på scenen under forestillingen "Fyra lyckliga män 2" på Reginateatret i Uppsala.